# Wyścig Brazylii WTCC 2010
Wyścig Brazylii WTCC 2010 – pierwsza runda World Touring Car Championship w sezonie 2010 i piąty z kolei Wyścig Brazylii. Rozegrał się on w dniach 5-7 marca 2010 na torze Autódromo Internacional de Curitiba w mieście Pinhais przy granicy z Kurytybą w Brazylii. Po raz czwarty runda ta stanowiła inaugurację sezonu. W pierwszym wyścigu zwyciężył Yvan Muller z Chevroleta, a w drugim Gabriele Tarquini z półfabrycznego zespołu SR-Sport.

## Tło rundy
SEAT, który w sezonie 2009 zdobył mistrzostwo wśród producentów zrezygnował z zespołu fabrycznego w sezonie 2010, chociaż pozostał częściowo zaangażowany w zespół SR-Sport, do którego przeszli poprzedni kierowcy fabrycznego zespołu SEATa – Tiago Monteiro, Jordi Gené i zdobywca tytułu mistrzowskiego w 2009 Gabriele Tarquini, a także kierowca niezależnego zespołu SUNRED Engineering Tom Coronel. BMW ograniczyło liczbę samochodów z pięciu do dwóch, których kierowcy – Augusto Farfus i Andy Priaulx, znaleźli się w jednym zespole BMW Team RBM (poprzednio jeździli w osobnych). Chevrolet pozostał przy trzech Cruze’ach; jedyną zmianą było zastąpienie Nicoli Lariniego przez Yvana Mullera. Zabrakło Łady, która całkowicie zrezygnowała z mistrzostw. Do zespołu Franza Engstlera dołączył Andriej Romanow, a do Scuderia Proteam Motorsport doszli Sergio Hernández i Stefano D'Aste. Wśród debiutantów znaleźli się Norbert Michelisz, Michel Nykjær, Fredy Barth i Mehdi Bennani, a także Harry Vaulkhard i Darryl O’Young, którzy pojawili się w nowym zespole Bamboo Engineering.

## Kwalifikacje
Pierwsza część kwalifikacji została zdominowana przez Chevroleta. Najszybszy był Robert Huff, a za nim jego koledzy z zespołu - Alain Menu i Yvan Muller. Z BMW najlepiej pojechał Augusto Farfus, który uzyskał czwarty czas, a za nim znalazł się debiutant Norbert Michelisz, któremu wcześniej groziło odpadnięcie w pierwszej części "czasówki". Na 10 miejscu uplasował się Tom Coronel, który na 4 sekundy przed końcem o 0,004 sek. wyprzedził swojego kolegę z zespołu Tiago Monteiro spychając go tym samym na 11 pozycję. Najszybszym wśród kierowców niezależnych okazał się Stefano D'Aste, który uzyskał 13 miejsce. Na ostatniej, 19 pozycji znalazł się Andriej Romanow z czasem wyraźnie gorszym od reszty stawki; był wolniejszy od przedostatniego Harry’ego Vaulkharda o prawie 2 sekundy.
W drugiej części kwalifikacji swoją dominację kontynuowali kierowcy Chevroletów. Po pierwszej serii okrążeń najszybszy był Yvan Muller, a dalej jego koledzy z zespołu. Jednak gdy wszyscy wyjechali na kolejną serię okrążeń, na przedostatnim zakręcie z toru wypadł Norbert Michelisz i powracając na niego o mało nie zderzył się z Chevroletami. To spowodowało, że najszybszy czas uzyskał Jordi Gené z SEATa. Mullerowi udało się jednak go pobić dzięki czemu zdobył pole position, ale nie udało się to Alainowi Menu i Robertowi Huffowi w efekcie czego zajęli odpowiednio 3 i 4 miejsce. Na 5 pozycji znalazł się Gabriele Tarquini, który pod koniec zdołał wyprzedzić Augusto Farfusa i Andy’ego Priaulksa. Ostatnie trzy miejsca uzyskali Michel Nykjær, Tom Coronel i Norbert Michelisz, który po swojej "wycieczce" poza tor nie zdołał już poprawić czasu.

## Wyścig 1
Z powodu gwałtownej ulewy kierowcy zostali zmuszeni do przejechania dwóch pierwszych okrążeń za samochodem bezpieczeństwa. Po jego zjeździe do boksów Yvan Muller utrzymał pierwszą pozycję startową uzyskaną w kwalifikacjach. Startujący z drugiej pozycji Jordi Gené z powodu śliskiej nawierzchni wypadł z toru na pierwszym zakręcie Esse de Baixa. Wykorzystali to koledzy Mullera z Chevroleta - Alain Menu i Robert Huff, którzy awansowali odpowiednio na 2 i 3 miejsce. Szeroko na pierwszym zakręcie pojechali także Gabriele Tarquini, Tom Coronel i Norbert Michelisz, ale nie utracili oni swoich pozycji. Na zakręcie Entrada do Miolo ponownie problemy miał Gené, który spadł na 10 pozycję.
Na piątym okrążeniu wypadł z toru i uderzył w bandę Andriej Romanow. Mimo to zdołał dojechać do alei serwisowej, jednak uszkodzenia w jego samochodzie okazały się na tyle poważne, że nie zdołano go naprawić i Romanow musiał się wycofać ze startu do drugiego wyścigu. Tom Coronel natomiast najbardziej skoncentrował się na kierowcach BMW - Andym Priaulksie i Augusto Farfusie, w efekcie czego na szóstym okrążeniu wyprzedził drugiego z nich. Farfus jednak kilka okrążeń później na ostatnim zakręcie odzyskał pozycję, a potem wyprzedził jeszcze swojego kolegę z zespołu. Jordi Gené po swoich przygodach na pierwszym okrążeniu odrobił straty wyprzedzając kolejno Fredy’ego Bartha, Norberta Michelisza i Toma Coronela. Pod koniec wyścigu sytuacja w stawce się uspokoiła, gdyż wyszło słońce i tor był już niemal całkowicie suchy, w związku z czym kierowcy musieli uważać na opony.
Wyścig wygrał Yvan Muller, który prowadzenia nie oddał od początku do samego końca. Za nim na metę dojechał Robert Huff, który w końcówce zdołał jeszcze wyprzedzić Alaina Menu i ustanowić najszybszy czas okrążenia w wyścigu. 8 miejsce zajął Tom Coronel, zapewniając sobie tym samym start do wyścigu drugiego z pole position. Punktowaną dziesiątkę zamknął Norbert Michelisz. Najlepszy wśród debiutantów okazał się Fredy Barth, który wyprzedził Michelisza na przedostatnim okrążeniu i ukończył wyścig na 9 pozycji. W klasie kierowców niezależnych najwyżej był Sergio Hernández - na 13 miejscu, który skorzystał na kolizji Stefano D'Aste z Darrylem O’Youngiem. Ustanowił także najszybszy czas okrążenia w tej klasie.

## Wyścig 2
Tym razem, w przeciwieństwie do początku pierwszego wyścigu, tor był suchy i świeciło słońce. Jedynym kierowcą, którego zabrakło na starcie do drugiego wyścigu był Andriej Romanow, który musiał się wycofać z powodu zbyt dużych uszkodzeń w jego BMW 320si z wypadku w wyścigu pierwszym. Nieudany start z pierwszego pola zaliczył Tom Coronel, który spadł o kilka pozycji, a na pierwszym zakręcie zderzył się z Alainem Menu i wypadł z trasy na żwir. Udało mu się dojechać do alei serwisowej lecz z powodu uszkodzeń zakończył rywalizację. Zły start miał również Augusto Farfus, który chwilę potem zaliczył kolizję ze swoim kolegą z zespołu Andym Priaulksem. Farfusowi udało się pojechać dalej, chociaż spadł na 7 miejsce, ale Priaulx musiał zjechać do boksów i podobnie jak Coronel zakończył na tym swój udział w wyścigu.
Po pechu Holendra na pierwszym zakręcie na prowadzenie wysunął się startujący z drugiej pozycji Jordi Gené. Za nim znaleźli się Gabriele Tarquini, Robert Huff, Alain Menu i Yvan Muller. Na trzecim okrążeniu Tarquiniemu udało się wyprzedzić Gené i objął prowadzenie w wyścigu. Oboje zaczęli także powoli odjeżdżać kierowcom Chevroletów. Tymczasem jeden z nich - Robert Huff, utracił dwie pozycje na rzecz kolegów i zaczął czuć nacisk zbliżających się do niego Augusto Farfusa, Tiago Monteiro i Michela Nykjæra. Na ostatnim okrążeniu Yvan Muller próbował atakować swojego kolegę Alaina Menu przez co o mało się z nim nie zderzył, ale nie udało mu się zyskać pozycji. Także na ostatnim okrążeniu pecha miał Darryl O’Young, który pojechał zbyt szeroko na ostatnim zakręcie i został wyprzedzony przez Fredy’ego Bartha i Stefano D'Aste przez co spadł na ostatnią pozycję.
Wyścig wygrał Gabriele Tarquini, który ustanowił jednocześnie najszybszy czas okrążenia. Podium uzupełnili Jordi Gené i Alain Menu, który zdołał się obronić przed Yvanem Mullerem. Piąty był Robert Huff, który także nie dał się wyprzedzić Augusto Farfusowi. Najlepszy wśród debiutantów okazał się Michel Nykjær kończąc wyścig na 8 miejscu przed Norbertem Micheliszem. Punktowaną dziesiątkę zamknął Sergio Hernández jednocześnie, podobnie jak w pierwszym wyścigu, wygrywając i osiągając najlepszy czas okrążenia w klasie kierowców niezależnych, mimo nacisku Franza Engstlera w końcówce wyścigu. Na ostatniej, 16 pozycji, dojechał Darryl O’Young, jednak po wyścigu Fredy Barth został ukarany dodaniem 30 sekund do jego czasu za nierespektowanie sygnału trzech minut do startu do okrążenia formującego, w efekcie czego spadł za kierowcę z Hongkongu.

## Wypowiedzi zwycięzców
To świetnie wygrać i być czwartym w drugim wyścigu więc jestem bardzo szczęśliwy. Wyścig był skomplikowany, ponieważ na początku było trochę stojącej wody. Potem tor wysechł i jazda deszczowymi oponami na mokrym torze nie była łatwa. Po pięciu okrążeniach chciałem oszczędzać opony, ponieważ wiedziałem, że schły ale oszczędzałem je zbyt mocno i kiedy Huff zbliżył się do mnie musiałem się obudzić.

Nie mieliśmy żadnych "team orders" więc to był świetny wyścig. Miałem trudny czas przez zimę, ale w kwalifikacjach samochód był świetny. Plan był taki, żeby być na podium i może wygrać i zrobiłem to więc jest to fantastyczny początek sezonu. Zespół SR-Sport wykonał fantastyczną pracę. Czuję się naprawdę usatysfakcjonowany i to zwycięstwo jest wyjątkowe. W zeszłym roku wiedziałem, że mogę walczyć o tytuł, ale w tym roku mój plan to zaliczyć kilka zwycięstw i pierwsze jest tutaj.

## Lista startowa
| Nr | Kierowca          | Zespół                      | Samochód           | Klasa |
| -- | ----------------- | --------------------------- | ------------------ | ----- |
| 1  | Gabriele Tarquini | SR-Sport                    | SEAT León 2.0 TDI  | M     |
| 2  | Tom Coronel       | SR-Sport                    | SEAT León 2.0 TDI  | M     |
| 3  | Tiago Monteiro    | SR-Sport                    | SEAT León 2.0 TDI  | M     |
| 4  | Jordi Gené        | SR-Sport                    | SEAT León 2.0 TDI  | M     |
| 5  | Norbert Michelisz | Zengő-Dension Team          | SEAT León 2.0 TDI  | MR    |
| 6  | Yvan Muller       | Chevrolet                   | Chevrolet Cruze LT | M     |
| 7  | Robert Huff       | Chevrolet                   | Chevrolet Cruze LT | M     |
| 8  | Alain Menu        | Chevrolet                   | Chevrolet Cruze LT | M     |
| 10 | Augusto Farfus    | BMW Team RBM                | BMW 320si          | M     |
| 11 | Andy Priaulx      | BMW Team RBM                | BMW 320si          | M     |
| 15 | Franz Engstler    | Liqui Moly Team Engstler    | BMW 320si          | MI    |
| 16 | Andriej Romanow   | Liqui Moly Team Engstler    | BMW 320si          | MI    |
| 17 | Michel Nykjær     | SUNRED Engineering          | SEAT León 2.0 TDI  | MR    |
| 18 | Fredy Barth       | SEAT Swiss Racing by SUNRED | SEAT León 2.0 TDI  | MR    |
| 19 | Harry Vaulkhard   | Bamboo Engineering          | Chevrolet Lacetti  | MIR   |
| 20 | Darryl O’Young    | Bamboo Engineering          | Chevrolet Lacetti  | MIR   |
| 21 | Mehdi Bennani     | Wiechers-Sport              | BMW 320si          | MIR   |
| 25 | Sergio Hernández  | Scuderia Proteam Motorsport | BMW 320si          | MI    |
| 26 | Stefano D'Aste    | Scuderia Proteam Motorsport | BMW 320si          | MI    |
| Nr | Kierowca          | Zespół                      | Samochód           | Klasa |

| Symbol | Klasa                                   |
| ------ | --------------------------------------- |
| M      | Producent (Manufacturers' Championship) |
| I      | Niezależny (Independents' Trophy)       |
| R      | Debiutant (Rookie Challenge)            |

## Wyniki

### Sesje treningowe
| Sesja | Nr | Kierowca          | Zespół       | Samochód          | Czas     | Okr. |
| ----- | -- | ----------------- | ------------ | ----------------- | -------- | ---- |
| 1     | 10 | Augusto Farfus    | BMW Team RBM | BMW 320si         | 1:24,578 | 13   |
| 2     | 1  | Gabriele Tarquini | SR-Sport     | SEAT León 2.0 TDI | 1:24,664 | 14   |

### Kwalifikacje
| Poz.    | Nr      |         | Kierowca          | Zespół                      | Samochód           | Q1       | Q2       | Poz. s. |
| II etap | II etap | II etap | II etap           | II etap                     | II etap            | II etap  | II etap  | II etap |
| ------- | ------- | ------- | ----------------- | --------------------------- | ------------------ | -------- | -------- | ------- |
| 1       | 6       |         | Yvan Muller       | Chevrolet                   | Chevrolet Cruze LT | 1:23,923 | 1:23,725 | 1       |
| 2       | 4       |         | Jordi Gené        | SR-Sport                    | SEAT León 2.0 TDI  | 1:24,157 | 1:23,757 | 2       |
| 3       | 8       |         | Alain Menu        | Chevrolet                   | Chevrolet Cruze LT | 1:23,730 | 1:23,829 | 3       |
| 4       | 7       |         | Robert Huff       | Chevrolet                   | Chevrolet Cruze LT | 1:23,630 | 1:23,833 | 4       |
| 5       | 1       |         | Gabriele Tarquini | SR-Sport                    | SEAT León 2.0 TDI  | 1:24,125 | 1:23,834 | 5       |
| 6       | 11      |         | Andy Priaulx      | BMW Team RBM                | BMW 320si          | 1:24,034 | 1:23,955 | 6       |
| 7       | 10      |         | Augusto Farfus    | BMW Team RBM                | BMW 320si          | 1:24,006 | 1:23,981 | 7       |
| 8       | 17      |         | Michel Nykjær     | SUNRED Engineering          | SEAT León 2.0 TDI  | 1:24,516 | 1:24,161 | 8       |
| 9       | 2       |         | Tom Coronel       | SR-Sport                    | SEAT León 2.0 TDI  | 1:24,558 | 1:24,325 | 9       |
| 10      | 5       |         | Norbert Michelisz | Zengő-Dension Team          | SEAT León 2.0 TDI  | 1:24,019 | 1:24,926 | 10      |
| I etap  |         |         |                   |                             |                    |          |          |         |
| 11      | 3       |         | Tiago Monteiro    | SR-Sport                    | SEAT León 2.0 TDI  | 1:24,562 | –        | 11      |
| 12      | 18      |         | Fredy Barth       | SEAT Swiss Racing by SUNRED | SEAT León 2.0 TDI  | 1:24,983 | –        | 12      |
| 13      | 26      | I       | Stefano D'Aste    | Scuderia Proteam Motorsport | BMW 320si          | 1:25,153 | –        | 13      |
| 14      | 20      | I       | Darryl O’Young    | Bamboo Engineering          | Chevrolet Lacetti  | 1:25,328 | –        | 14      |
| 15      | 21      | I       | Mehdi Bennani     | Wiechers-Sport              | BMW 320si          | 1:25,486 | –        | 15      |
| 16      | 15      | I       | Franz Engstler    | Liqui Moly Team Engstler    | BMW 320si          | 1:25,547 | –        | 16      |
| 17      | 25      | I       | Sergio Hernández  | Scuderia Proteam Motorsport | BMW 320si          | 1:25,826 | –        | 19      |
| 18      | 19      | I       | Harry Vaulkhard   | Bamboo Engineering          | Chevrolet Lacetti  | 1:25,841 | –        | 17      |
| 19      | 16      | I       | Andriej Romanow   | Liqui Moly Team Engstler    | BMW 320si          | 1:27,567 | –        | 18      |
| Poz.    | Nr      |         | Kierowca          | Zespół                      | Samochód           | Q1       | Q2       | Poz. s. |

#### Warunki atmosferyczne[12]
| Temperatura toru      | 22/21 °C |
| Temperatura powietrza | 17 °C    |
| Słońce                | nie      |
| Opady deszczu         | nie      |
| Sucho                 |          |

### Wyścig 1
| Poz.              | +/- | Nr |   | Kierowca          | Zespół                      | Samochód           | Okr. | Czas/Strata | Pkt. | Komentarz             |
| ----------------- | --- | -- | - | ----------------- | --------------------------- | ------------------ | ---- | ----------- | ---- | --------------------- |
| 1                 |     | 6  |   | Yvan Muller       | Chevrolet                   | Chevrolet Cruze LT | 16   | 26:57,181   | 25   |                       |
| 2                 | 2   | 7  |   | Robert Huff       | Chevrolet                   | Chevrolet Cruze LT | 16   | +1,053      | 18   |                       |
| 3                 |     | 8  |   | Alain Menu        | Chevrolet                   | Chevrolet Cruze LT | 16   | +5,582      | 15   |                       |
| 4                 | 1   | 1  |   | Gabriele Tarquini | SR-Sport                    | SEAT León 2.0 TDI  | 16   | +7,136      | 12   |                       |
| 5                 | 1   | 11 |   | Andy Priaulx      | BMW Team RBM                | BMW 320si          | 16   | +11,625     | 10   |                       |
| 6                 | 1   | 10 |   | Augusto Farfus    | BMW Team RBM                | BMW 320si          | 16   | +12,098     | 8    |                       |
| 7                 | 5   | 4  |   | Jordi Gené        | SR-Sport                    | SEAT León 2.0 TDI  | 16   | +14,379     | 6    |                       |
| 8                 | 1   | 2  |   | Tom Coronel       | SR-Sport                    | SEAT León 2.0 TDI  | 16   | +14,647     | 4    |                       |
| 9                 | 3   | 18 |   | Fredy Barth       | SEAT Swiss Racing by SUNRED | SEAT León 2.0 TDI  | 16   | +18,773     | 2    |                       |
| 10                |     | 5  |   | Norbert Michelisz | Zengő-Dension Team          | SEAT León 2.0 TDI  | 16   | +20,359     | 1    |                       |
| 11                |     | 3  |   | Tiago Monteiro    | SR-Sport                    | SEAT León 2.0 TDI  | 16   | +21,691     |      |                       |
| 12                | 4   | 17 |   | Michel Nykjær     | SUNRED Engineering          | SEAT León 2.0 TDI  | 16   | +22,645     |      |                       |
| 13                | 6   | 25 | I | Sergio Hernández  | Scuderia Proteam Motorsport | BMW 320si          | 16   | +34,973     |      |                       |
| 14                | 2   | 15 | I | Franz Engstler    | Liqui Moly Team Engstler    | BMW 320si          | 16   | +38,092     |      |                       |
| 15                | 1   | 20 | I | Darryl O’Young    | Bamboo Engineering          | Chevrolet Lacetti  | 16   | +44,692     |      |                       |
| 16                | 1   | 19 | I | Harry Vaulkhard   | Bamboo Engineering          | Chevrolet Lacetti  | 16   | +50,005     |      |                       |
| 17                | 4   | 26 | I | Stefano D'Aste    | Scuderia Proteam Motorsport | BMW 320si          | 16   | +50,742     |      |                       |
| 18                | 3   | 21 | I | Mehdi Bennani     | Wiechers-Sport              | BMW 320si          | 16   | +1:20,825   |      |                       |
| Niesklasyfikowani |     |    |   |                   |                             |                    |      |             |      |                       |
|                   |     | 16 | I | Andriej Romanow   | Liqui Moly Team Engstler    | BMW 320si          | 5    |             |      | uszkodzenia z wypadku |
| Poz.              | +/- | Nr |   | Kierowca          | Zespół                      | Samochód           | Okr. | Czas/Strata | Pkt. | Komentarz             |

#### Najszybsze okrążenie
| Nr | Kierowca    | Zespół    | Samochód           | Czas     | Okr. |
| -- | ----------- | --------- | ------------------ | -------- | ---- |
| 7  | Robert Huff | Chevrolet | Chevrolet Cruze LT | 1:33,904 | 15   |

#### Warunki atmosferyczne[12]
| Temperatura toru      | 24 °C |
| Temperatura powietrza | 18 °C |
| Słońce                | tak   |
| Opady deszczu         | tak   |
| Mokro                 |       |

### Wyścig 2
| Poz.              | +/- | Nr |   | Kierowca          | Zespół                      | Samochód           | Okr. | Czas/Strata | Pkt. | Komentarz                         |
| ----------------- | --- | -- | - | ----------------- | --------------------------- | ------------------ | ---- | ----------- | ---- | --------------------------------- |
| 1                 | 5   | 1  |   | Gabriele Tarquini | SR-Sport                    | SEAT León 2.0 TDI  | 14   | 20:13,311   | 25   |                                   |
| 2                 |     | 4  |   | Jordi Gené        | SR-Sport                    | SEAT León 2.0 TDI  | 14   | +1,276      | 18   |                                   |
| 3                 | 3   | 8  |   | Alain Menu        | Chevrolet                   | Chevrolet Cruze LT | 14   | +5,407      | 15   |                                   |
| 4                 | 4   | 6  |   | Yvan Muller       | Chevrolet                   | Chevrolet Cruze LT | 14   | +5,895      | 12   |                                   |
| 5                 | 2   | 7  |   | Robert Huff       | Chevrolet                   | Chevrolet Cruze LT | 14   | +8,295      | 10   |                                   |
| 6                 | 3   | 10 |   | Augusto Farfus    | BMW Team RBM                | BMW 320si          | 14   | +8,596      | 8    |                                   |
| 7                 | 4   | 3  |   | Tiago Monteiro    | SR-Sport                    | SEAT León 2.0 TDI  | 14   | +10,419     | 6    |                                   |
| 8                 | 4   | 17 |   | Michel Nykjær     | SUNRED Engineering          | SEAT León 2.0 TDI  | 14   | +11,808     | 4    |                                   |
| 9                 | 1   | 5  |   | Norbert Michelisz | Zengő-Dension Team          | SEAT León 2.0 TDI  | 14   | +17,576     | 2    |                                   |
| 10                | 3   | 25 | I | Sergio Hernández  | Scuderia Proteam Motorsport | BMW 320si          | 14   | +24,244     | 1    |                                   |
| 11                | 3   | 15 | I | Franz Engstler    | Liqui Moly Team Engstler    | BMW 320si          | 14   | +24,643     |      |                                   |
| 12                | 6   | 21 | I | Mehdi Bennani     | Wiechers-Sport              | BMW 320si          | 14   | +30,072     |      |                                   |
| 13                | 3   | 19 | I | Harry Vaulkhard   | Bamboo Engineering          | Chevrolet Lacetti  | 14   | +30,923     |      |                                   |
| 14                | 3   | 26 | I | Stefano D'Aste    | Scuderia Proteam Motorsport | BMW 320si          | 14   | +40,328     |      |                                   |
| 15                |     | 20 | I | Darryl O’Young    | Bamboo Engineering          | Chevrolet Lacetti  | 14   | +40,481     |      |                                   |
| 16                | 7   | 18 |   | Fredy Barth       | SEAT Swiss Racing by SUNRED | SEAT León 2.0 TDI  | 14   | +1:09,780   |      | kara +30 sekund                   |
| Niesklasyfikowani |     |    |   |                   |                             |                    |      |             |      |                                   |
|                   |     | 2  |   | Tom Coronel       | SR-Sport                    | SEAT León 2.0 TDI  | 1    |             |      | uszkodzenia z kolizji z Huffem    |
|                   |     | 11 |   | Andy Priaulx      | BMW Team BRM                | BMW 320si          | 0    |             |      | uszkodzenia z kolizji z Farfusem  |
| Nie wystartowali  |     |    |   |                   |                             |                    |      |             |      |                                   |
|                   |     | 16 | I | Andriej Romanow   | Liqui Moly Team Engstler    | BMW 320si          | –    |             |      | uszkodzenia z wypadku w wyścigu 1 |
| Poz.              | +/- | Nr |   | Kierowca          | Zespół                      | Samochód           | Okr. | Czas/Strata | Pkt. | Komentarz                         |

#### Najszybsze okrążenie
| Nr | Kierowca          | Zespół   | Samochód          | Czas     | Okr. |
| -- | ----------------- | -------- | ----------------- | -------- | ---- |
| 1  | Gabriele Tarquini | SR-Sport | SEAT León 2.0 TDI | 1:25,803 | 3    |

#### Warunki atmosferyczne[12]
| Temperatura toru      | 23 °C |
| Temperatura powietrza | 21 °C |
| Słońce                | tak   |
| Opady deszczu         | nie   |
| Sucho                 |       |

## Klasyfikacja po rundzie

### Kierowcy
| Poz.              | +/- | Kierowca          | Starty | Punkty | P1 | P2 | P3 | PP | NO | NS | DK | NW |
| ----------------- | --- | ----------------- | ------ | ------ | -- | -- | -- | -- | -- | -- | -- | -- |
| 1                 |     | Yvan Muller       | 2      | 37     | 1  | –  | –  | 1  | –  | –  | –  | –  |
| 1                 |     | Gabriele Tarquini | 2      | 37     | 1  | –  | –  | –  | 1  | –  | –  | –  |
| 3                 |     | Alain Menu        | 2      | 30     | –  | –  | 2  | –  | –  | –  | –  | –  |
| 4                 |     | Robert Huff       | 2      | 28     | –  | 1  | –  | –  | 1  | –  | –  | –  |
| 5                 |     | Jordi Gené        | 2      | 24     | –  | 1  | –  | –  | –  | –  | –  | –  |
| 6                 |     | Augusto Farfus    | 2      | 16     | –  | –  | –  | –  | –  | –  | –  | –  |
| 7                 |     | Andy Priaulx      | 2      | 10     | –  | –  | –  | –  | –  | 1  | –  | –  |
| 8                 |     | Tiago Monteiro    | 2      | 6      | –  | –  | –  | –  | –  | –  | –  | –  |
| 9                 |     | Michel Nykjær     | 2      | 4      | –  | –  | –  | –  | –  | –  | –  | –  |
| 10                |     | Tom Coronel       | 2      | 4      | –  | –  | –  | –  | –  | 1  | –  | –  |
| 11                |     | Norbert Michelisz | 2      | 3      | –  | –  | –  | –  | –  | –  | –  | –  |
| 12                |     | Fredy Barth       | 2      | 2      | –  | –  | –  | –  | –  | –  | –  | –  |
| 13                |     | Sergio Hernández  | 2      | 1      | –  | –  | –  | –  | –  | –  | –  | –  |
| 14                |     | Franz Engstler    | 2      | 0      | –  | –  | –  | –  | –  | –  | –  | –  |
| 15                |     | Mehdi Bennani     | 2      | 0      | –  | –  | –  | –  | –  | –  | –  | –  |
| 16                |     | Harry Vaulkhard   | 2      | 0      | –  | –  | –  | –  | –  | –  | –  | –  |
| 17                |     | Darryl O’Young    | 2      | 0      | –  | –  | –  | –  | –  | –  | –  | –  |
| 18                |     | Stefano D'Aste    | 2      | 0      | –  | –  | –  | –  | –  | –  | –  | –  |
| Niesklasyfikowani |     |                   |        |        |    |    |    |    |    |    |    |    |
| –                 |     | Andriej Romanow   | 1      | –      | –  | –  | –  | –  | –  | 1  | –  | 1  |
| Poz.              | +/- | Kierowca          | Starty | Punkty | P1 | P2 | P3 | PP | NO | NS | DK | NW |

### Producenci
| Poz. | +/- | Producent                 | Starty | Punkty | P1 | P2 | P3 | PP | NO | NS | DK | NW |
| ---- | --- | ------------------------- | ------ | ------ | -- | -- | -- | -- | -- | -- | -- | -- |
| 1    |     | Chevrolet                 | 2      | 70     | 1  | 1  | 2  | 1  | 1  | –  | –  | –  |
| 2    |     | SEAT Customers Technology | 2      | 66     | 1  | 1  | –  | –  | 1  | 1  | –  | –  |
| 3    |     | BMW                       | 2      | 40     | –  | –  | –  | –  | –  | 2  | –  | 1  |
| Poz. | +/- | Producent                 | Starty | Punkty | P1 | P2 | P3 | PP | NO | NS | DK | NW |